# 藤岡佑介
藤岡 佑介（ふじおか ゆうすけ、1986年3月17日-）は、JRA（日本中央競馬会）栗東所属の騎手。滋賀県出身。
父・藤岡健一は栗東所属の調教師であり、弟・藤岡康太も同じ栗東所属の騎手として2007年にデビューしている。
愛称は「豆」（藤田伸二による命名）。

## 来歴
競馬学校第20期生（同期には川田将雅、津村明秀、丹内祐次、吉田隼人らがいる）。2004年3月6日、中京競馬第2競走のシルクマイスターでデビューし、16頭立ての3着に入る。初勝利は同年3月13日、中京競馬第1競走のアスカクイーン。同年3月27日、中京競馬の沈丁花賞をトップオブワールドで制し、特別競走勝利を挙げると、その後も函館記念でワイルドスナイパーに騎乗し3着、暮れの朝日杯フューチュリティステークスでGI初騎乗を果たすなど、この年35勝を挙げ、JRA賞最多勝利新人騎手を獲得した。
2005年1月30日の京都牝馬ステークスで父が管理するアズマサンダースに騎乗して勝利し重賞初制覇。2007年～2010年、スーパーホーネットに騎乗し活躍。
2010年のサマージョッキーズシリーズでは、2位の柴田善臣とは2ポイントの僅差ながら優勝した。これにより同年11月27日に実施した第24回ワールドスーパージョッキーズシリーズに出場した。
2013年4月16日から11月19日までフランスでの長期遠征を行い、6月21日のメゾンラフィット競馬場での一般レースで海外初勝利を挙げた。
2013年11-12月、モーリシャスのシャン・ド・マルス競馬場で行われた国際騎手競走に出場、日本人騎手では初めてモーリシャスで騎乗した。
地方で行われたダートグレード競走のJpnIで2勝している（2010年のJBCスプリントと2012年の全日本2歳優駿）。中央競馬では2018年5月5日終了時点で重賞における勝鞍は28勝（GII12勝・GIII16勝）、中央のGI（JpnIも含む）に限ると2着を7回記録していた。そして2018年5月6日、第23回NHKマイルカップでケイアイノーテックに騎乗し優勝（武豊の騎乗停止によるテン乗りであった）、GI競走86度目の挑戦にして念願の初制覇を飾っている（騎乗回数8566回目・通算690勝目・重賞29勝目）。
2018年2月11日、菊花賞で2着だったクリンチャーに騎乗して第111回京都記念を制しGII10勝目を挙げている。
2020年11月7日、JRA通算10,000回騎乗を達成（史上43人目、現役29人目）。
2023年12月3日阪神競馬場12Rの3歳上2勝クラスで、2番人気トラベログ(牝3、美浦・岩戸孝樹厩舎)で1着となり、史上43人目・現役22人目のJRA通算1000勝を達成した。なお同レースでは和田竜二騎手が史上6人目・現役5人目のJRA通算21000回騎乗を達成した。
2024年2月18日、フェブラリーステークスで11番人気のペプチドナイルに騎乗して勝利、6年ぶりのGI2勝目となった。GIの連敗記録を54で止めた。レースを振り返って藤岡は「（NHKマイルCの時は）接戦で分からなかったので今日はガッツポーズできて良かったですね。直線は本当に長かった。想像以上の手応えで、先頭に立つのは早かったけどよく頑張ってくれました」と語っている。4月10日、6日の阪神競馬場での落馬事故により弟の康太が他界。netkeiba.comで連載しているコラムで弔文を寄稿している。
2025年2月16日、小倉10Rでパルプフィクションに騎乗し、史上39人目、現役22人目となるJRA通算1万2000回騎乗を達成。

## 評価
- 競馬学校卒業時、学校の教官は「クラス代表挨拶といえば誰もが「藤岡」と言うくらいのしっかり者。持ち前の頭脳プレーで今までにはないタイプの騎手になってくれるはず」としていた[14]。
- 調教師の矢作芳人は藤岡の騎乗技術について、「どの馬に乗せても折り合いの心配がないと言ってもいいくらい、…（中略）…馬を折り合わせるのが上手い」と評している。矢作は一方で、その馬が自分に合わないと思うと「とたんに自信のない乗り方になってしまうことがある」とも指摘している[15]。

## 主な騎乗馬
太字はGI級競走を示す
- アズマサンダース（2005年京都牝馬ステークス）
- ハードクリスタル（2006年東海ステークス）
- ナムラマース（2006年札幌2歳ステークス、2007年毎日杯）
- ローゼンクロイツ （2007年中京記念、金鯱賞）
- スーパーホーネット（2007年スワンステークス、2008年京王杯スプリングカップ、毎日王冠、2009年マイラーズカップ）
- ハイアーゲーム（2007年鳴尾記念）
- エアパスカル（2008年チューリップ賞）
- トーセンキャプテン（2008年函館記念）
- ワンカラット（2009年フィリーズレビュー、2010年函館スプリントステークス、キーンランドカップ）
- サンディエゴシチー（2009年札幌2歳ステークス）
- サマーウインド（2010年JBCスプリント、東京盃、クラスターカップ）
- クォークスター（2010年セントライト記念）
- ヒラボクキング（2012年平安ステークス）
- クィーンズバーン（2012年阪神牝馬ステークス）
- オールザットジャズ（2012年福島牝馬ステークス）
- サマリーズ（2012年全日本2歳優駿、2014年クラスターカップ）
- メイショウマシュウ（2013年根岸ステークス）
- キングズガード（2017年プロキオンステークス）
- クリンチャー（2017年菊花賞2着、2018年京都記念）
- ガンコ（2018年日経賞）
- サンリヴァル（2018年皐月賞2着）
- ステイフーリッシュ（2018年京都新聞杯）
- ケイアイノーテック（2018年NHKマイルカップ）
- エアアンセム（2018年函館記念）
- ウェスタールンド（2018年チャンピオンズカップ2着、2020年アンタレスステークス）
- ディアンドル（2019年葵ステークス）
- ビアンフェ（2019年函館2歳ステークス、2020年葵ステークス、2021年函館スプリントステークス）
- ロードゴラッソ（2019年シリウスステークス）
- ダノンファンタジー（2020年阪神カップ）
- バスラットレオン（2021年ニュージーランドトロフィー）
- サヴィ
- セリフォス（2021年デイリー杯2歳ステークス、2022年富士ステークス）[16]
- ジャックドール（2022年金鯱賞、札幌記念）
- ピースオブエイト（2022年毎日杯）
- ペプチドナイル（2024年フェブラリーステークス）
- エトヴプレ（2024年フィリーズレビュー）[17]
- ジューンテイク（2024年京都新聞杯）[18]
- キングズソード（2024年帝王賞）
- アルナシーム(2025年中山金杯)

## 騎乗成績
|            | 日付           | 競馬場・開催  | 競走名          | 馬名               | 頭数 | 人気 | 着順 |
| ---------- | -------------- | ------------- | --------------- | ------------------ | ---- | ---- | ---- |
| 初騎乗     | 2004年3月6日   | 1回中京1日2R  | 3歳未勝利       | シルクマイスター   | 16頭 | 2    | 3着  |
| 初勝利     | 2004年3月13日  | 1回中京3日1R  | 3歳未勝利       | アスカクイーン     | 16頭 | 2    | 1着  |
| 重賞初騎乗 | 2004年5月29日  | 2回中京3日11R | 金鯱賞          | アグネススペシャル | 12頭 | 10   | 12着 |
| 重賞初勝利 | 2005年1月30日  | 2回京都2日11R | 京都牝馬S       | アズマサンダース   | 15頭 | 4    | 1着  |
| GI初騎乗   | 2004年12月12日 | 5回中山4日11R | 朝日杯FS        | サクセスドマーニ   | 16頭 | 13   | 13着 |
| GI初勝利   | 2018年5月6日   | 2回東京6日11R | NHKマイルカップ | ケイアイノーテック | 18頭 | 6    | 1着  |

### 年度別成績
| 年度   | 1着  | 2着  | 3着  | 騎乗数 | 勝率 | 連対率 | 複勝率 | 表彰                                          |
| ------ | ---- | ---- | ---- | ------ | ---- | ------ | ------ | --------------------------------------------- |
| 2004年 | 35   | 22   | 32   | 432    | .081 | .132   | .206   | 中央競馬関西放送記者クラブ賞                  |
| 2005年 | 62   | 52   | 56   | 718    | .086 | .159   | .237   |                                               |
| 2006年 | 51   | 41   | 72   | 714    | .071 | .129   | .230   |                                               |
| 2007年 | 57   | 59   | 75   | 723    | .079 | .160   | .264   | 中京競馬記者クラブ賞 中央競馬騎手年間ホープ賞 |
| 2008年 | 75   | 74   | 73   | 735    | .102 | .203   | .302   |                                               |
| 2009年 | 67   | 68   | 71   | 741    | .090 | .182   | .278   |                                               |
| 2010年 | 63   | 65   | 64   | 732    | .086 | .175   | .262   | フェアプレー賞 サマージョッキーズシリーズ優勝 |
| 2011年 | 42   | 59   | 49   | 661    | .064 | .153   | .227   | フェアプレー賞                                |
| 2012年 | 39   | 57   | 35   | 633    | .062 | .152   | .207   |                                               |
| 2013年 | 19   | 16   | 18   | 220    | .086 | .159   | .241   |                                               |
| 2014年 | 39   | 47   | 45   | 619    | .063 | .139   | .212   |                                               |
| 2015年 | 39   | 33   | 31   | 480    | .081 | .150   | .215   |                                               |
| 2016年 | 37   | 33   | 44   | 414    | .089 | .169   | .275   |                                               |
| 2017年 | 36   | 43   | 43   | 526    | .068 | .150   | .232   |                                               |
| 2018年 | 74   | 65   | 57   | 625    | .118 | .222   | .314   |                                               |
| 2019年 | 58   | 55   | 43   | 538    | .108 | .210   | .290   |                                               |
| 2020年 | 68   | 74   | 43   | 581    | .117 | .244   | .318   |                                               |
| 2021年 | 51   | 59   | 52   | 496    | .103 | .222   | .327   |                                               |
| 2022年 | 47   | 41   | 49   | 454    | .104 | .194   | .302   |                                               |
| 2023年 | 44   | 25   | 36   | 490    | .111 | .173   | .264   |                                               |
| 2024年 | 51   | 59   | 46   | 398    | .104 | .224   | .318   |                                               |
| 中央   | 1054 | 1047 | 1034 | 11930  | .088 | .176   | .263   |                                               |
| 地方   | 12   | 17   | 18   | 108    | .111 | .269   | .435   |                                               |
| 海外   | 0    | 0    | 0    | 3      | .000 | .000   | .000   |                                               |

- 出典はJRA名鑑[2]、競馬ラボ[19]、ウマニティ[20]